# 峽谷 (加利福尼亞州)
峽谷（英語：Canyon）是位於美國加利福尼亞州康特拉科斯塔縣的一個非建制地區。該地的面積和人口皆未知。

## 地理
峽谷的座標為37°50′02″N 122°09′54″W / 37.83389°N 122.16500°W，而該地的平均海拔高度為347米（即1138英尺）。